# Wolfgang V. von Walsee

Stammwappen derer von Walsee

Wolfgang V. von Walsee († 4. Oktober 1466), aus dem Ministerialengeschlecht der Walseer, war von 1452 bis 1466 mit kurzen Unterbrechungen Hauptmann ob der Enns und 1454/55 oberster Hauptmann ob und unter der Enns. Wolfgang V. und sein Bruder Reinprecht V. waren die letzten männlichen Nachkommen des Hauses Walsee.

## Leben
Nachdem Reinprecht IV. von Walsee 1450 gestorben war, hatte Kaiser Friedrich III. die Hauptmannschaft ob der Enns mit Johann von Schaunberg († 16. November 1453) besetzt. Wolfgang und sein Bruder Reinprecht V. hielten sich deshalb vorerst meist am Hofe des Kaisers auf, der ihnen wohlwollend begegnete. Kaiser Friedrich verlieh den Walseern bestimmte Privilegien, sicherte sich im Wiener Neustädter Übereinkommen vom 6. Dezember 1450 von ihnen aber auch das Zugeständnis, dass das hohe Gericht auf allen ihren Herrschaften an den Landesfürsten zurückfallen sollte, falls die beiden Walseer ohne männliche Erben sterben sollten.
Im Dezember 1451 traten die Brüder Wolfgang V. und Reinprecht V. von Walsee mit Kaiser Friedrich III., dessen Bruder Albrecht VI. und König Ladislaus Postumus den Römerzug an und begleiteten sie bis nach Sankt Veit an der Glan in Kärnten, wo man das Weihnachtsfest feierte. Die beiden Brüder kehrten von dort aber nach Hause zurück und verbündeten sich mit Ulrich von Eyczing. Während Reinprecht in Schloss Niederwallsee bei der erkrankten Mutter blieb, betätigte sich sein Bruder Wolfgang politisch sehr aktiv und schloss sich dem Mailberger Bund an. Wolfgang wurde 1452 Hauptmann ob der Enns und belagerte im selben Jahr mit seinen böhmischen Söldnern und den Truppen von Ulrich von Eyczing, Ulrich II. von Cilli, den Schaunbergern, Kuenringern und anderen die kaiserliche Burg in Wiener Neustadt. Am 10. August 1454 ernannte Ladislaus Postumus in Prag Wolfgang V. zum obersten Hauptmann ob und unter der Enns, was er bis Ende 1455 blieb. Wolfgang V. hatte überdies das österreichische Oberstmarschallamt und des steirische Truchsessamt erblich inne.
Wolfgang V. gelobte am 16. März 1462 Erzherzog Siegmund die Treue auf den Todesfall des Landesherrn Herzog Albrecht VI. Als Albrecht am 2. Dezember 1463 verstarb, schrieb Wolfgang als Landeshauptmann ob der Enns unverzüglich einen Landtag für den 15. Dezember 1463 aus. Entgegen Wolfgangs Gelöbnis war allerdings die allgemeine Stimmung zugunsten von Kaiser Friedrich III. Als Wolfgang erklärte, er wolle sich mitsamt dem Linzer Schloss an sein Versprechen halten, wurde ihm mit dem Amtsentzug gedroht. Schließlich einigte man sich, am 2. Jänner 1464 einen zweiten Landtag abzuhalten. In der Zwischenzeit bot Mathias III. von Spaur als Abgesandter des Kaisers dem Walseer entsprechende Vergünstigungen, sodass auch Wolfgang V. seine Meinung änderte und sich der Landtag am 2. Jänner 1464 fast einstimmig für die Anerkennung von Kaiser Friedrich als Landesherrn aussprach. Wolfgang behielt die Hauptmannschaft ob der Enns und erlangte für seine Parteinahme die Verzeihung des Kaisers, der ihm fortan ein gnädiger Landesherr blieb.
Als 1466 in Triest abermals der Bürgerkrieg zwischen der habsburgisch und der venezianisch gesinnten Partei ausbrach, unter dem auch die benachbarten walseeischen Besitzungen litten, eilte Wolfgang V. im Spätsommer 1466 in den Süden, wo er am 4. Oktober als kinderloser Witwer starb und vermutlich im Augustinerkloster in Rijeka begraben wurde.

## Besitzungen
Das Erbe, welches Reinprecht IV. seinen beiden Söhne Wolfgang V. und Reinprecht V. hinterlassen hatte, umfasste noch immer einen Besitz, der zu den bedeutendsten im gesamten Hochadel Österreichs zählte. Standen die Herren von Walsee zwar dem Rang nach hinter den Grafen von Schaunberg oder Maidberg, so waren sie zunächst noch reicher und mächtiger als diese.
Unter dem ehrgeizigen, aber wirtschaftlich erfolglosen Wolfgang, der zudem einen prunkvollen und verschwenderischen Lebensstil liebte, mussten die Walseer erhebliche Besitzverluste hinnehmen. 1456 gaben sie neben Rosenberg und Viehofen auch Gleichenberg, Riegersburg und Eibiswald ab. Der walseeische Besitz in der Steiermark war damit zur Hälfte verloren. Auf Betreiben seines sparsameren Bruders Reinprecht kam es am 20. August 1456 deshalb zur Güterteilung zwischen Wolfgang V. und Reinprecht V. von Walsee.
Wolfgang vermachte in seinem Testament vom 1. September 1465 als „Herr von Duino und auf dem Karste, Oberster Marschall von Österreich, Schenk von Steiermark und Hauptmann des Landes ob der Enns“ Kaiser Friedrich III. alle seine Schlösser, Städte, Märkte und Dörfer auf dem Karste und in Istrien und zwar St. Veit am Pflaumb (Fiume/Rijeka), Veprinac, Moschenitz, „Sabinach“, Guteneck mit allem Zugehör, was alles zufolge der Erbteilung mit seinem Bruder Reinprecht V. ihm zugefallen sei.